# Emil Stehle
Emil Lorenz Stehle (ur. 3 września 1926 w Mühlhausen, zm. 16 maja 2017 w Konstancji) – niemiecki duchowny katolicki posługujący w Ekwadorze, biskup pomocniczy Quito 1983-1987, prałat terytorialny Santo Domingo de los Colorados 1987-1996, a następnie tamtejszy biskup diecezjalny w latach 1996-2002.

## Życiorys
Święcenia kapłańskie otrzymał 24 czerwca 1951.
16 lipca 1983 papież Jan Paweł II mianował go biskupem pomocniczym Quito ze stolicą tytularną Heraclea. 25 września tego samego roku z rąk kardynała Sebastiana Baggio przyjął sakrę biskupią. 5 stycznia 1987 objął obowiązki prałata terytorialnego Santo Domingo de los Colorados, a 8 sierpnia 1996 wraz z podniesieniem jej rangi do diecezji mianowany został jej pierwszym biskupem diecezjalnym. 11 maja 2002 ze względu na wiek na ręce papieża Jana Pawła II złożył rezygnację z zajmowanej funkcji. 
Zmarł 16 maja 2017.